# Luis Figueroa Yábar
Luis Figueroa Yábar (Cusco, 11 d'octubre de 1928 - Lima, 18 de març de 2012) va ser un director de cinema, guionista i pintor peruà. Va formar part de l’anomenada Escola de Cinema del Cusco, al costat d'Eulogio Nishiyama i Manuel Chambi López.

## Biografia
Va ser fill del pintor cusqueny Juan Manuel Figueroa Aznar. El 1955, al costat d'Eulogio Nishiyama, Manuel Chambi, Rodolfo Zamalloa i Andrés Alencastre, funda l'Escola de Cinema del Cusco, segon cine club del Perú.

## Filmografia

### Llargmetratges
- 1968. Kukuli (64 min), com a codirector al costat d'Eulogio Nishiyama i César Villanueva.
- 1976. Los perros hambrientos (100 min), com a director i guionista,[4] adaptación de la novela del mismo nombre de Ciro Alegría
- 1982. Yawar fiesta (100 min), com a directo iy guionista,[5] adaptació de la novel·la homònima de José María Arguedas

### Documentals
- 1977. Chiaraje, batalla ritual (90 min), com s director[6]
- 1994. Rituales guerreros (40 min), com s director, guionista i cinematògraf[7]
- 1995. Corpus Christi en el Cusco (30 min), com a director, guionista i cinematògraf[8]
- 1996. Mamita Candelaria (40 min), com a director i guionista[9]
- 1998. Toro pucllay, el juego del toro (41 min), com a director, guionista i cinematògraf[10]

### Curtmetratges
- 1974. El cargador (7 min), com a director[11]

## Distincions
- Medalla de la ciutat del Cusco (1992)
- Medalla de la ciutat de Nantes (1994)[12]
- Personalitat Meritòria de la Cultura (2011) pel Ministeri de Cultura de Perú[13]